# Mamestra
Mamestra is een geslacht van nachtvlinders uit de familie Noctuidae. De bekendste soort is de kooluil.

## Soorten
- M. blenna Hübner, 1822
- M. brassicae Linnaeus, 1758 - kooluil
- M. catephiodes Walker, 1865
- M. catephioides Walker, 1865
- M. configurata Walker, 1856
- M. curialis Smith, 1887
- M. dentata Kononenko, 1981
- M. granti Warren, 1905
- M. immiscens Walker, 1870
- M. meridiana Salmon, 1956
- M. mixtura Walker, 1870
- M. ordinaria Walker, 1865
- M. sepultrix Guenée, 1852
- M. suasa Schiffermüller, 1776
- M. subrosea Köhler, 1955
- M. tetrica Graeser, 1888

## Bron
- Natural History Museum Lepidoptera genus database